# Chuu (cantante)
Kim Ji-woo (en hangul, 김지우; romanización revisada, Gim Ji-u; Cheongju, 20 de octubre de 1999) conocida artísticamente como Chuu (en hangul, 츄), es una cantante y personalidad de televisión surcoreana. Fue integrante del grupo femenino surcoreano Loona y su subunidad, yyxy, desde 2017 hasta 2022. Debutó como solista con el EP Howl el 18 de octubre de 2023.

## Primeros años
Chuu nació el 20 de octubre de 1999 en Corea del Sur. Es la mayor de tres hermanos. Para su audición cantó «Halo» de Beyoncé. Su nombre artístico, «Chuu», deriva de decir rápidamente su nombre de pila. Se graduó en la escuela primaria Saet-byul (en hangul, 샛별초등학교) y en la escuela secundaria San-nam (en hangul, 산남중학교).

## Carrera

### 2017-2022: Debut con Loona

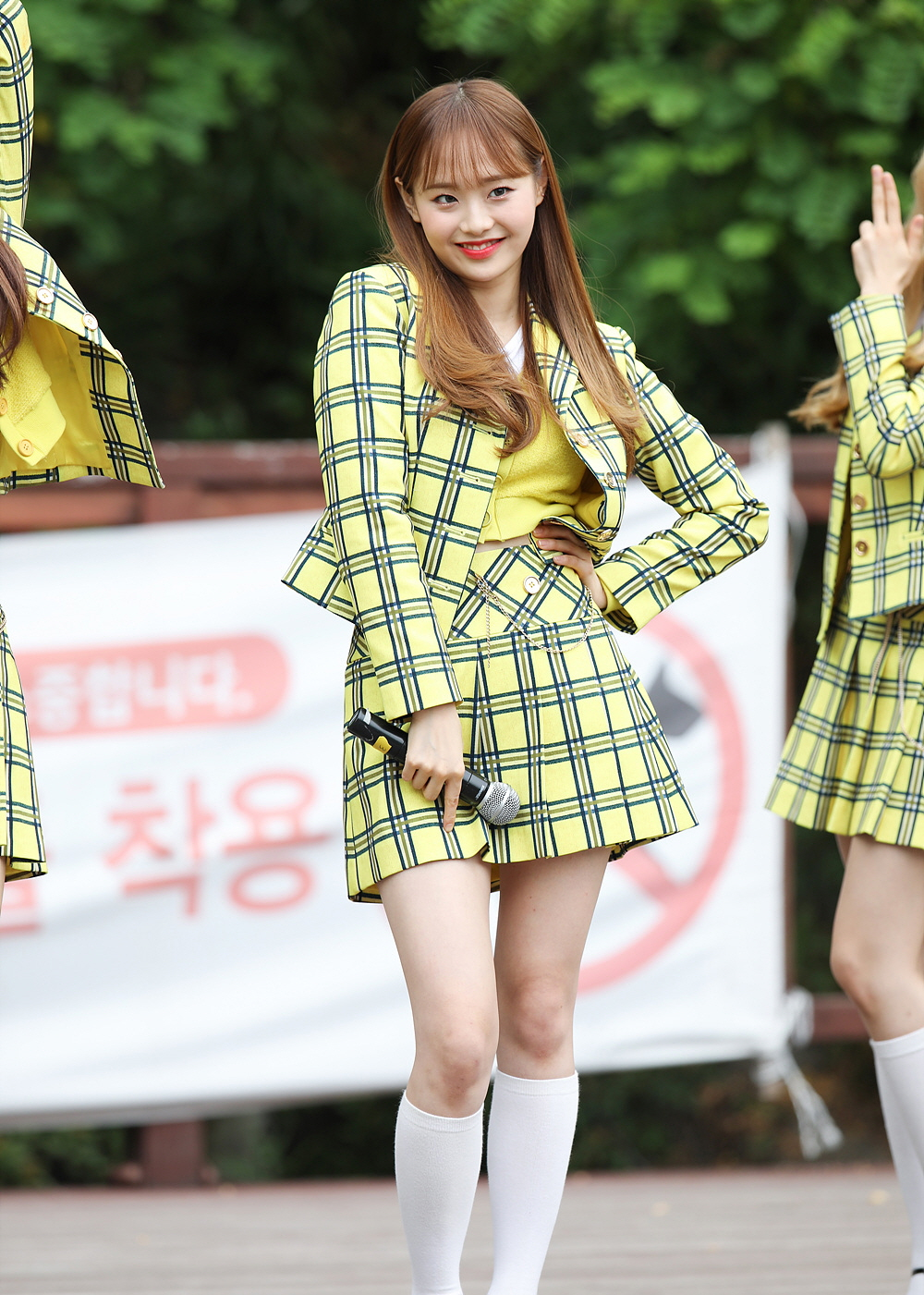
Chuu en un fanmeeting el 10 de junio de 2018.

El 14 de diciembre de 2017, Chuu fue anunciada como la décima integrante del grupo Loona. Como parte de la estrategia de lanzamiento previa al debut del grupo, el 28 de diciembre, lanzó su álbum sencillo homonínimo, con «Heart Attack» como tema principal. Chuu alcanzó el número 8 en la Gaon Album Chart. Se presentó como parte de la tercera subunidad de Loona, yyxy. La subunidad incluye a las miembros Yves, Go Won y Olivia Hye, y su EP debut, Beauty & the Beat, publicado el 30 de mayo de 2018, alcanzó el número 4 en el Gaon Album Chart.
El 10 de mayo de 2019, Chuu hizo su debut como actriz y protagonizó el drama web Dating Class como Han Eun-sol. De julio a septiembre, copresentó la segunda temporada del programa de variedades Insane Quiz Show con MJ de Astro e Il-hoon de BtoB. El programa trae a dos invitados famosos en cada episodio y los hace participar con ellos en varios desafíos. En enero de 2020, Chuu apareció en el 2020 Lunar New Year Idol Satr Championships de la MBC. Sin embargo, la MBC se vio inundada de críticas porque se descubrió que un miembro del personal le tiró del pelo. En marzo de 2020, Chuu compitió en King of Mask Singer con el nombre de Spring Girl, un personaje que vestía un traje primaveral con flores en el pelo y una máscara de papel plana que le cubría los ojos y la boca. Fue eliminada en el segundo de los dos días de competición. En diciembre, coprotagonizó Running Girls, un programa de Mnet en el que cinco ídolos del K-pop forman un equipo de corredores y prueban diferentes carreras en Corea del Sur.
A causa de las acusaciones de acoso contra varios artistas de la industria K-pop, Chuu fue una de las acusadas de acoso escolar en febrero de 2021. De igual manera la acusadora se disculpó por las falsas acusaciones, tras eso, Blockberry Creative anunció que tomaría acciones legales contra la acusadora. En marzo del 2021, Chuu fue panelista en el programa de Channel A Steel Troops donde comenta los equipos de las Fuerzas Armadas de la República de Corea que compiten entre sí. Chuu apareció de modelo por la televisión comercial de Dong-a Otsuka, Pocari Sweat. Ella también apareció en un comercial de Samsung Galaxy Store en mayo del 2021.
El 25 de noviembre de 2022, Chuu fue expulsada de Loona por «abuso de poder». Siendo así Blockberry creative confirmó que Loona seguiría como un grupo de 11 miembros.

### 2023-presente: Debut en solitario
El 23 de febrero de 2023, Chuu colaboró con Kim Yo-han en la canción «Let's Love» como parte de la serie musical Project Restless. En abril de 2023, Chuu firmó un contrato exclusivo con ATRP. El 18 de septiembre, ATRP anunció que Chuu haría su debut en solitario el 18 del mes siguiente con su primer EP Howl y el sencillo homónimo.
El 13 de febrero de 2024, Chuu publicó un sencillo titulado «Chocolate», con una versión en inglés al siguiente día. El 22 de mayo, ATRP confirmó que Chuu estuvo filmando un videoclip en Australia para su segundo álbum, que sería publicado en junio. El 29 de mayo, se anunció el segundo EP de Chuu, Strawberry Rush, que sería publicado el 25 de junio. En agosto, Chuu volvió a la actuación con la drama de romance de fantasía, My Girlfriend is a Real Man.
El 28 de marzo de 2025, ATRP anunció el tercer EP de Chuu, Only Cry in the Rain, con una fecha de lanzamiento fijada para el 21 de abril.

## Otros proyectos
Además de cantar y participar en shows de televisión, Chuu se presenta desde diciembre de 2020 en su propia serie web de YouTube llamada Chuu Can Do It donde promueve la idea de cuidar el medio ambiente.

## Discografía

### EP
| Título               | Detalles | Posiciones en listas | Ventas        |
| Título               | Detalles | KOR                  | Ventas        |
| -------------------- | --- | -------------------- | ------------- |
| Howl                 | - Lanzamiento: 18 de octubre de 2023 - Discográfica: ATRP - Formatos: CD, descarga digital, streaming Lista de canciones 1. «Howl» 2. «Underwater» 3. «My Palace» 4. «Aliens» 5. «Hitchhiker»                                               | 3                    | - KOR: 47 068 |
| Strawberry Rush      | - Lanzamiento: 25 de Junio de 2024 - Discografica: ATRP - Formato: CD, descarga digital, streaming Lista de canciones 1. «Strawberry Rush» 2. «Honeybee» 3. «Daydreamer» 4. «Lucid Dream» 5. «Chocolate» 6. «Chocolate» (versión en inglés) | 12                   |               |
| Only Cry in the Rain | - Lanzamiento: 21 de abril de 2025 - Discográfica: ATRP - Formato: CD, LP, descarga digital, streaming Lista de canciones 1. «Only Cry in the Rain» 2. «Back in Town» 3. «Kiss a Kitty» 4. «Je T'aime» 5. «No More»                         | 15                   | - KOR: 21 956 |

### Sencillos
| Título                            | Año  | Mejor posición | Álbum                |
| Título                            | Año  | KOR            | Álbum                |
| --------------------------------- | ---- | -------------- | -------------------- |
| «Lullaby» (자장가) (con B.I)      | 2022 | —              | Sin álbum            |
| «One and a Half» (일과 이분의 일) | 2022 | 87             | Sin álbum            |
| «Howl»                            | 2023 | —              | Howl                 |
| «Chocolate»                       | 2024 | —              | Strawberry Rush      |
| «Strawberry Rush»                 | 2024 | —              | Strawberry Rush      |
| «Only Cry in the Rain»            | 2025 | —              | Only Cry in the Rain |

### Otras canciones en listas
| Título         | Año  | Mejor posición | Álbum                |
| Título         | Año  | KOR            | Álbum                |
| -------------- | ---- | -------------- | -------------------- |
| «Back in Town» | 2025 | 127            | Only Cry in the Rain |
| «Kiss a Kitty» | 2025 | 136            | Only Cry in the Rain |
| «Je T'aime»    | 2025 | 135            | Only Cry in the Rain |
| «No More»      | 2025 | 141            | Only Cry in the Rain |